# OutFront Minnesota
OutFront Minnesota is de grootste non-profit belangenorganisatie van homoseksuelen en transseksuelen in de Amerikaanse deelstaat Minnesota. De organisatie probeert door middel van demonstraties en lobbyen om de burgerrechten van haar doelgroep te waarborgen, gefinancierd door haar zo'n vijfduizend leden. Momenteel probeert OutFront om te voorkomen dat de wetgevende macht van Minnesota een grondwetswijziging goedkeurt om het homohuwelijk en geregistreerd partnerschap te verbieden.